# Ells River
Ells River är ett vattendrag i Kanada.   Det ligger i provinsen Alberta, i den centrala delen av landet, 2 800 km väster om huvudstaden Ottawa. Ells River ligger vid sjön Isadore's Lake.
I omgivningarna runt Ells River växer i huvudsak barrskog. Trakten runt Ells River är nära nog obefolkad, med mindre än två invånare per kvadratkilometer.